# Енженьєру-Бельтран
«Енженьєру-Бельтран» (порт. Associação Esportiva Recreativa Engenheiro Beltrão) — бразильський футбольний клуб з міста Енженьєру-Бельтран, штат Парана. Домашні матчі проводить на стадіоні «Хоау Кавальканте ді Менежеш», який вміщує 4 200 вболівальників. Клубні кольори — чорний та білий.

## Історія
Клуб було засновано 1 січня 2003 року. Цього ж року команда стала переможцем аматорського кубку штату Парани. З 2004 року отримав професійний статус. У 2008 році команда брала участь в бразильській Серії C, де команда припинила боротьбу після завершення першого етапу.
Зараз команда виступає в професійних футбольних змаганнях.

## Досягнення
- Кубок штату Парана з футболу
  -  Володар (1): 2003

## Відомі гравці
- Данило
- Кану